# La Chaussée-Saint-Victor
La Chaussée-Saint-Victor est une commune française située dans le département de Loir-et-Cher en région Centre-Val de Loire. Ses habitants sont appelés les Chausséens.
Localisée au centre du département, la commune fait partie de la petite région agricole « la Beauce », une vaste étendue de cultures céréalières, oléagineuses (colza) et protéagineuses (pois, féverolle, lupin), avec également de la betterave sucrière, et de la pomme de terre.
L'occupation des sols est marquée par l'importance des espaces agricoles et naturels, présents sur la quasi-totalité du territoire communal. Plusieurs espaces naturels d'intérêt sont présents dans la commune : deux sites natura 2000 et une zone naturelle d'intérêt écologique, faunistique et floristique (ZNIEFF). En 2010, l'orientation technico-économique de l'agriculture dans la commune est la culture des céréales et des oléoprotéagineux. À l'instar du département qui a vu disparaître le quart de ses exploitations en dix ans, le nombre d'exploitations agricoles a fortement diminué, passant de 37 en 1988, à 2 en 2000, puis à 0 en 2010.

## Géographie

### Localisation et communes limitrophes
La commune de Chaussée-Saint-Victor se trouve au centre du département de Loir-et-Cher, dans la petite région agricole de la Beauce,. À vol d'oiseau, elle se situe à 4,3 km de Blois, préfecture du département. La commune fait en outre partie du bassin de vie de Blois.
Les communes les plus proches sont : Saint-Denis-sur-Loire (1,8 km), Villebarou (3,5 km), Saint-Claude-de-Diray (3,6 km), Vineuil (3,8 km), Menars (4,1 km), Blois (4,3 km), Saint-Gervais-la-Forêt (5,3 km), Villerbon (5,4 km) et Cour-sur-Loire (5,8 km).
La commune de La Chaussée-Saint-Victor est située dans l'agglomération blésoise, à l'est de Blois, sur les bords de la Loire. Elle est située à 180 km de Paris par autoroute, sur l'axe de l'ancienne N 152 à 60 km de Tours et d'Orléans.
Située dans la région du Val de Loire, qui est classée au patrimoine mondial de l'Unesco, La Chaussée-Saint-Victor se trouve aux portes de Blois.

### Voies de communication et transports

#### Infrastructures ferroviaires
Privilège rare en Blésois, la commune est directement reliée au réseau ferré national grâce à la gare de La Chaussée-Saint-Victor, sur la ligne Paris-Austerlitz–Bordeaux.
Les trains faisant halte en gare ne sont néanmoins assurés qu'en semaine, principalement pour les salariés des differentes zones d'activités de la Chaussée-Saint-Victor et de Blois-Nord. Une desserte TER Centre-Val de Loire permet ainsi aux habitants notamment d'Orléans, de Beaugency ou de Mer de rejoindre la commune le matin. Le train a pour terminus la gare de Blois–Chambord, où les Chausséens peuvent accéder à une autre correspondance vers Tours ou Orléans. Deux dessertes retour (dont l'une provient de Tours) sont assurées en fin de journée,.
Pour d'autres destinations, les voyageurs doivent se rendre en gare de Blois–Chambord (voir lignes C, G ou H ci-dessous).

#### Infrastructures routières
La commune s'est historiquement développée d'est en ouest, le long de la voie romaine reliant Paris, Orléans et Tours, devenue route N 152 au XXe siècle, aujourd'hui reléguée au département du Loir-et-Cher sous le matricule D 2152.
À sa façade ouest qu'elle partage avec Blois, la commune est desservie par la voie rapide (ou D 956). La courte D 952a reliant la voie rapide à l'autoroute A10 traverse le nord du territoire de la Chaussée-Saint-Victor.

#### Transports en commun

##### Réseau Azalys
La commune est desservie par trois lignes régulières d'Azalys, le nom commercial du réseau de transports de Blois et d'Agglopolys, exploité par la société Keolis Blois.
La ligne C, reliée au centre-ville et à la gare de Blois, traverse toute la commune sur la D 2152 depuis le Grain d'Or. Cette ligne est exploitée tous les jours, dont les dimanches et jours fériés (hors 1er mai).
Du lundi au samedi, la ligne G relie le parc d'activités des Gailletrous à la gare de Blois en passant par la Polyclinique et le quartier Schuman. La H suit quelque peu la précédente en partant de la gare de La Chaussée-Saint-Victor vers les quartiers et zones d'activités du Nord de Blois, en passant également par la Polyclinique.
Quant aux lignes scolaires et péri-urbaines, seule la ligne L27 parcourt la commune, en poursuivant le trajet de la C jusqu'à Menars (en période scolaire seulement). Cette ligne étant destinée en priorité aux écoliers et étudiants, elle n'est donc assurée que le matin et le soir en semaine et en période scolaire.

### Hydrographie

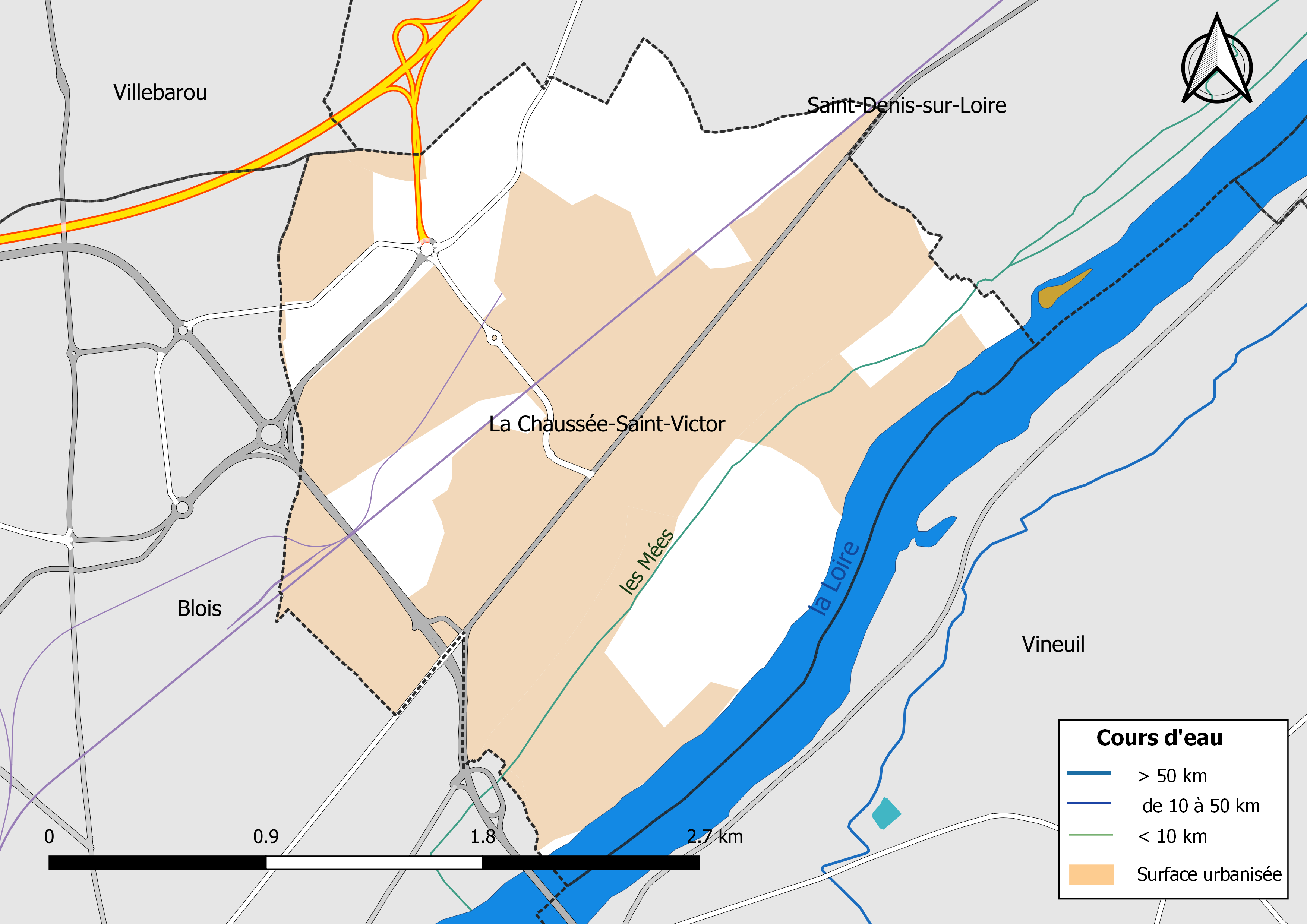
Réseau hydrographique de la Chaussée-Saint-Victor.

La commune est drainée par la Loire (1,339 km), le ruisseau des Mées et par un petit cours d'eau, constituant un réseau hydrographique de 4,23 km de longueur totale.
Le cours de la Loire s'insère dans une large vallée qu'elle a façonnée peu à peu depuis des milliers d'années. Elle traverse d'est en ouest le département de Loir-et-Cher depuis Saint-Laurent-Nouan jusqu'à Veuzain-sur-Loire, avec un cours large et lent. La Loire présente des fluctuations saisonnières de débit assez marquées.

### Climat
Pour des articles plus généraux, voir Climat du Centre-Val de Loire et Climat de Loir-et-Cher.
En 2010, le climat de la commune est de type climat océanique dégradé des plaines du Centre et du Nord, selon une étude du CNRS s'appuyant sur une série de données couvrant la période 1971-2000. En 2020, Météo-France publie une typologie des climats de la France métropolitaine dans laquelle la commune est exposée à un climat océanique altéré et est dans la région climatique Moyenne vallée de la Loire, caractérisée par une bonne insolation (1 850 h/an) et un été peu pluvieux.
Pour la période 1971-2000, la température annuelle moyenne est de 11,7 °C, avec une amplitude thermique annuelle de 15,2 °C. Le cumul annuel moyen de précipitations est de 634 mm, avec 11,4 jours de précipitations en janvier et 6,9 jours en juillet. Pour la période 1991-2020, la température moyenne annuelle observée sur la station météorologique de Météo-France la plus proche, « Blois », sur la commune de Villefrancœur à 14 km à vol d'oiseau, est de 11,8 °C et le cumul annuel moyen de précipitations est de 641,4 mm,. Pour l'avenir, les paramètres climatiques de la commune estimés pour 2050 selon différents scénarios d'émission de gaz à effet de serre sont consultables sur un site dédié publié par Météo-France en novembre 2022.

### Milieux naturels et biodiversité

#### Sites Natura 2000
Le réseau Natura 2000 est un réseau écologique européen de sites naturels d'intérêt écologique élaboré à partir des Directives « Habitats » et « Oiseaux ». Ce réseau est constitué de Zones spéciales de conservation (ZSC) et de Zones de protection spéciale (ZPS). Dans les zones de ce réseau, les États membres s'engagent à maintenir dans un état de conservation favorable les types d'habitats et d'espèces concernés, par le biais de mesures réglementaires, administratives ou contractuelles. L'objectif est de promouvoir une gestion adaptée des habitats tout en tenant compte des exigences économiques, sociales et culturelles, ainsi que des particularités régionales et locales de chaque État membre. Les activités humaines ne sont pas interdites, dès lors que celles-ci ne remettent pas en cause significativement l'état de conservation favorable des habitats et des espèces concernés. Des parties du territoire communal sont incluses dans les sites Natura 2000 suivants :
- la « Vallée de la Loire de Mosnes à Tavers », d'une superficie de 2 278 ha, un des sites ligériens les plus remarquables par son originalité, avec des milieux naturels incontournables tels que les habitats d'eaux courantes et stagnantes accueillant de nombreux poissons et autres animaux de l'Annexe II (Castor), les pelouses et prairies de grèves et zones inondables et les forêts alluviales[17] ;
- le « Vallée de la Loire du Loir-et-Cher », d'une superficie de 2 398 ha[18].

#### Zones naturelles d'intérêt écologique, faunistique et floristique
L'inventaire des zones naturelles d'intérêt écologique, faunistique et floristique (ZNIEFF) a pour objectif de réaliser une couverture des zones les plus intéressantes sur le plan écologique, essentiellement dans la perspective d'améliorer la connaissance du patrimoine naturel national et de fournir aux différents décideurs un outil d'aide à la prise en compte de l'environnement dans l'aménagement du territoire. Le territoire communal de Chaussée-Saint-Victor comprend une ZNIEFF :
la « Loire Blésoise » (2 380,68 ha).

## Urbanisme

### Typologie
Au 1er janvier 2024, La Chaussée-Saint-Victor est catégorisée ceinture urbaine, selon la nouvelle grille communale de densité à sept niveaux définie par l'Insee en 2022.
Elle appartient à l'unité urbaine de Blois, une agglomération intra-départementale regroupant sept communes, dont elle est une commune de la banlieue,,. Par ailleurs la commune fait partie de l'aire d'attraction de Blois, dont elle est une commune de la couronne,. Cette aire, qui regroupe 78 communes, est catégorisée dans les aires de 50 000 à moins de 200 000 habitants,.

### Occupation des sols
L'occupation des sols est marquée par l'importance des espaces agricoles et naturels (96,8 %). La répartition détaillée ressortant de la base de données européenne d'occupation biophysique des sols Corine Land Cover millésimée 2012 est la suivante : terres arables (11,6 %), cultures permanentes (0,6 %), zones agricoles hétérogènes (15,4 %), prairies (3,5 %), forêts (65,2 %), milieux à végétation arbustive ou herbacée (0,7 %), zones urbanisées (1 %), espaces verts artificialisés non agricoles (0,5 %), zones industrielles et commerciales et réseaux de communication (1,7 %), eaux continentales (0,5 %).
L'agriculture façonne le territoire. Elle permet de maîtriser l'évolution des paysages mais engendre aussi des conflits d'usage à proximité des zones habitées. À l'échelle de l'unité géographique Plateau de Beauce, qui regroupe sept communes, dont Villerbon, la consommation d'espaces agricoles et naturels entre 2002 et 2015 pour répondre aux besoins de développement a été relativement faible, 81,5 % des aménagements (logements, équipements, entreprises) ont été réalisés sur de nouveaux terrains, soit 36,2 hectares.

### Planification
La loi SRU du 13 décembre 2000 a incité fortement les communes à se regrouper au sein d'un établissement public, pour déterminer les partis d'aménagement de l'espace au sein d'un SCoT, un document essentiel d'orientation stratégique des politiques publiques à une grande échelle. La commune est dans le territoire du SCOT du Blésois, approuvé en 2006 et révisé en juillet 2016.
En matière de planification, la commune disposait en 2017 d'un plan local d'urbanisme en révision. Par ailleurs, à la suite de la loi ALUR (loi pour l'accès au logement et un urbanisme rénové) de mars 2014, un plan local d'urbanisme intercommunal couvrant le territoire de la Communauté d'agglomération de Blois « Agglopolys » a été prescrit le 3 décembre 2015.

### Habitat et logement
Le tableau ci-dessous présente la typologie des logements à la Chaussée-Saint-Victor en 2016 en comparaison avec celle du Loir-et-Cher et de la France entière. Une caractéristique marquante du parc de logements est ainsi une proportion de résidences secondaires et logements occasionnels (61,1 %) supérieure à celle du département (18 %) et à celle de la France entière (9,6 %). Concernant le statut d'occupation de ces logements, 73,3 % des habitants de la commune sont propriétaires de leur logement (73,1 % en 2011), contre 68,1 % pour le Loir-et-Cher et 57,6 pour la France entière.
|                                                         | La Chaussée-Saint-Victor | Loir-et-Cher | France entière |
| ------------------------------------------------------- | ------------------------ | ------------ | -------------- |
| Résidences principales (en %)                           | 33,3                     | 74,5         | 82,3           |
| Résidences secondaires et logements occasionnels (en %) | 61,1                     | 18           | 9,6            |
| Logements vacants (en %)                                | 5,6                      | 7,5          | 8,1            |

### Risques majeurs
Le territoire communal de Chaussée-Saint-Victor est vulnérable à différents aléas naturels : inondations (par débordement de la Loire ou par ruissellement), climatiques (hiver exceptionnel ou canicule), mouvements de terrains ou sismique (sismicité très faible)11 avril 2020.
Il est également exposé à deux risques technologiques : le risque nucléaire et le transport de matières dangereuses,.

#### Risques naturels

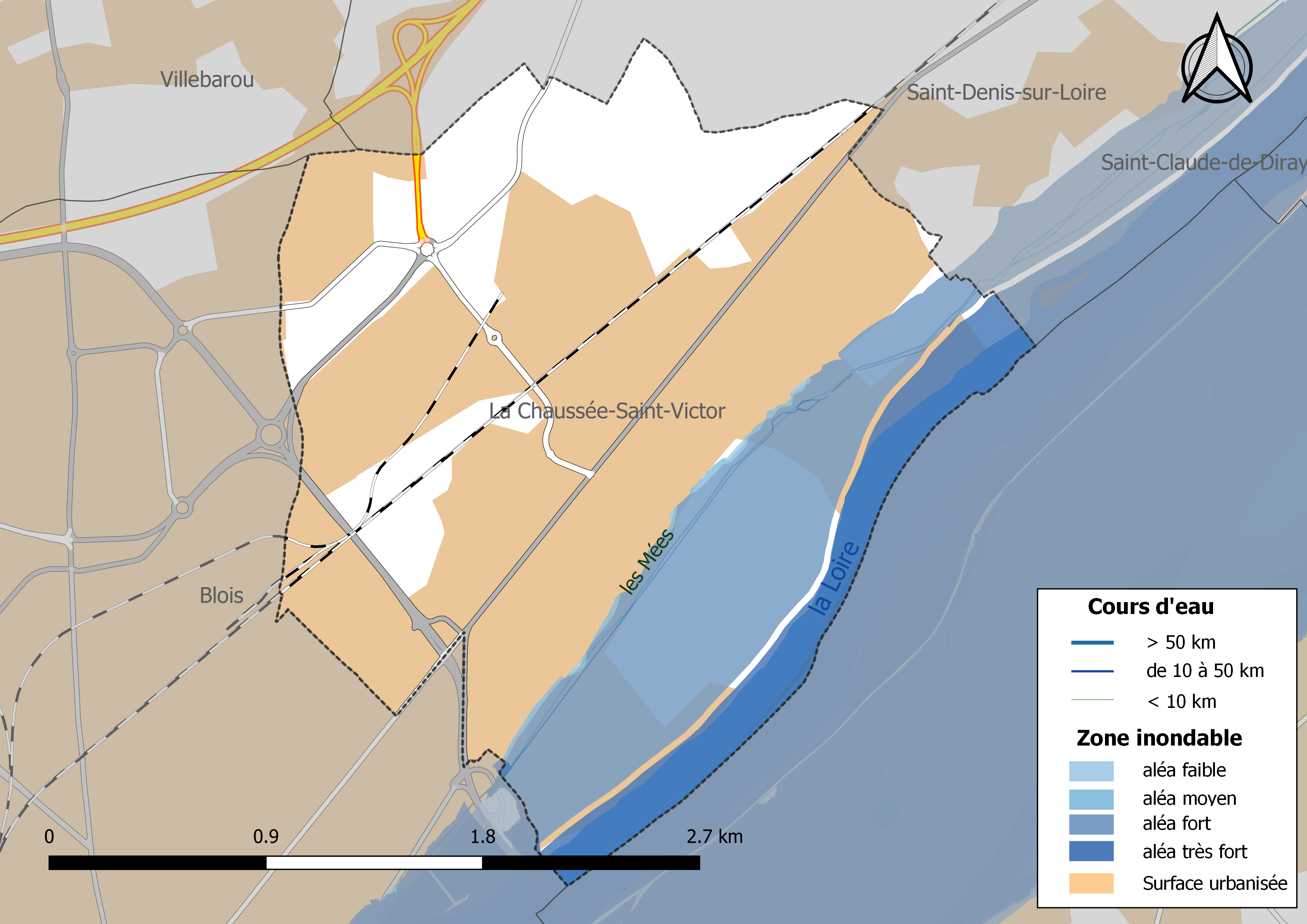
Zones inondables de la commune de Chaussée-Saint-Victor.

Les mouvements de terrains susceptibles de se produire dans la commune sont soit liés au retrait-gonflement des argiles, soit des chutes de blocs, soit des glissements de terrains, soit des effondrements liés à des cavités souterraines. Le phénomène de retrait-gonflement des argiles est la conséquence d'un changement d'humidité des sols argileux. Les argiles sont capables de fixer l'eau disponible mais aussi de la perdre en se rétractant en cas de sécheresse. Ce phénomène peut provoquer des dégâts très importants sur les constructions (fissures, déformations des ouvertures) pouvant rendre inhabitables certains locaux. La carte de zonage de cet aléa peut être consultée sur le site de l'observatoire national des risques naturels Georisques. Une autre carte permet de prendre connaissance des cavités souterraines localisées dans la commune.
En Loir-et-Cher, les crues de la Loire représentent des volumes d'eau et des débits quatre à cinq fois supérieurs à ceux du Cher et du Loir : la superficie des zones et l'ampleur des dégâts peuvent être considérables. Les crues historiques sont celles de 1846 (6,60 m à l'échelle de Blois), 1856 (6,78 m), 1866 (6,70 m), 1907 (5,63 m) et 2003 (3,78 m). Le débit maximal historique est de 5 100 m3/s (crue de 1846) et caractérise une crue de retour centennal. Le risque d'inondation est pris en compte dans l'aménagement du territoire de la commune par le biais du Plan de prévention du risque inondation (PPRI) de la Loire amont.

#### Risques technologiques
La totalité du territoire de la commune peut être concernée par le risque nucléaire. En cas d'accident grave, certaines installations nucléaires sont susceptibles de rejeter dans l'atmosphère de l'iode radioactif. Or la commune se situe partiellement à l'intérieur du périmètre de 20 km du Plan particulier d'intervention de la centrale nucléaire de Saint-Laurent-des-Eaux. À ce titre les habitants de la commune, comme tous ceux résidant dans le périmètre proche de 20 km de la centrale ont bénéficié, à titre préventif, d'une distribution de comprimés d'iode stable dont l'ingestion avant rejet radioactif permet de pallier les effets sur la thyroïde d'une exposition à de l'iode radioactif. En cas d'incident ou d'accident nucléaire, des consignes de confinement ou d'évacuation peuvent être données et les habitants peuvent être amenés à ingérer, sur ordre du préfet, les comprimés en leur possession,.
Le risque de transport de marchandises dangereuses dans la commune est lié à sa traversée par des infrastructures routières et ferroviaires importantes et la présence d'une canalisation de transport de gaz. Un accident se produisant sur de telles infrastructures est en effet susceptible d'avoir des effets graves au bâti ou aux personnes jusqu'à 350 m, selon la nature du matériau transporté. Des dispositions d'urbanisme peuvent être préconisées en conséquence.

## Toponymie
Le nom actuel de la commune est la juxtaposition des noms de ses deux bourgs fondateurs.
D'un côté, la Chaussée, dont l'un des premiers sens du mot est une « levée de terre pour retenir l'eau d'une rivière, ou d'un étang, pouvant servir de chemin de passage », pourrait désigner la levée de la Loire, en place dès le Moyen Âge, ou bien une ancienne voie romaine entre Blois et Orléans. La Chaussée est en tout cas citée en 1169 comme archidiocèse de l'évêché de Chartres[réf. souhaitée],.
La seconde partie de son nom provient de l'ermite saint Victor, qui vécut en ce lieu au VIe siècle avant d'être consacré évêque du Mans vers 525. Le village qui s'ensuit porta le nom de Saint-Victor-lès-Blois[réf. souhaitée].
Sous la Révolution, la volonté de déchristianiser la société française requiert un changement du toponyme : par délibération du conseil général de la commune, et en application du décret du 25 vendémiaire an II (16 octobre 1793), la commune devient provisoirement Victoire, puis Victor, avant d'être rebaptisée Victor-la-Chaussée.

## Histoire

### Origines
À l'origine, le village s'est développé sur les bords de Loire. Néanmoins, faute de levées, les crues répétées du fleuve ont mené les habitants à déplacer le bourg à mi-coteau, autour de l'actuelle église Saint-Victor. Contrairement à Saint-Claude-de-Diray qui a vu son village primaire complètement disparaître, le cimetière communal de la Chaussée-Saint-Victor est le dernier témoin de l'emplacement du premier bourg habité.
Le village est mentionné à partir du Ve siècle, après que l'ermite Victeur y ait fondé une chapelle et soit ensuite promu évêque du Maine, succédant à son père homonyme. À la Chaussée, Victeur est connu pour avoir été sauvé des flots du fleuve par une chèvre, qu'il apprivoisera par la suite. Le légende de ce sauvetage de Victeur a d'ailleurs inspiré le blason actuel de la commune.

### Révolution française et Empire

#### Principaux événements
En prévision des États généraux de 1789, Mgr Chabaut, curé de la paroisse, est élu député du clergé.
En 1790, les Révolutionnaires détruisent l'église Saint-Victor. Au retour de la liberté de religion, la chapelle de la Vierge (fondée en 1407) récupère le vocable de Saint-Victor, indissociable pour la commune[source insuffisante],.
Au cours de la Révolution française, la commune porta provisoirement les noms de Victoire, Victor puis de Victor-la-Chaussée.

#### Nouvelle organisation territoriale
Le décret de l'Assemblée nationale du 12 novembre 1789 décrète qu'« il y aura une municipalité dans chaque ville, bourg, paroisse ou communauté de campagne », mais ce n'est qu'avec le décret de la Convention nationale du 10 brumaire an II (31 octobre 1793) que la paroisse de la Chaussée-Saint-Victor devient formellement « commune de La Chaussée-Saint-Victor »,.
En 1790, dans le cadre de la création des départements, la municipalité est rattachée au canton de Marolles, au district de Blois, et au département du Loir-et-Cher.
Les cantons sont supprimés en tant que découpage administratif par une loi du 26 juin 1793, et ne conservent qu'un rôle électoral, permettant l'élection des électeurs du second degré chargés de désigner les députés,. La Constitution du 5 fructidor an III, appliquée à partir de vendémiaire an IV (1795) supprime les districts, considérés comme des rouages administratifs liés à la Terreur, mais maintient les cantons qui acquièrent dès lors plus d'importance en retrouvant une fonction administrative.
Enfin, sous le Consulat, un redécoupage territorial visant à réduire le nombre de justices de paix ramène le nombre de cantons en Loir-et-Cher de 33 à 24. La Chaussée-Saint-Victor est alors rattachée au canton de Blois-Est et à l'arrondissement de Blois par arrêté du 5 vendémiaire an X (26 septembre 1801),,. Cette organisation va rester inchangée pendant près de 150 ans.

### Seconde Guerre mondiale
Entre le 29 janvier 1939 et le 8 février de la même année, plus de 3 100 réfugiés espagnols fuyant l'effondrement de la République espagnole devant Franco, arrivent en Loir-et-Cher. Devant l'insuffisance des structures d'accueil (les haras de Selles-sur-Cher sont notamment utilisés), 47 villages sont mis à contribution, dont La Chaussée-Saint-Victor. Les réfugiés, essentiellement des femmes et des enfants, sont soumis à une quarantaine stricte, vaccinés, le courrier est limité, le ravitaillement, s'il est peu varié et cuisiné à la française, est cependant assuré. Au printemps et à l'été, les réfugiés sont regroupés à Bois-Brûlé (commune de Boisseau).
Le 10 juin 1944, la gare de marchandise est bombardée. Le lendemain, les forces alliées aériennes ont bombardé le pont de chemin de fer sur la Loire, sur la ligne de Blois à Saint-Aignan entre les communes de La Chaussée-Saint-Victor et les Noëls, à Vineuil. La ligne Paris-Tours avait été, pour sa part, endommagée aux Grouëts.

## Jumelages
La commune de la Chaussée-Saint-Victor est jumelée :
- depuis 1996 avec la ville d'Ochtendung ( Allemagne) ; et,
- depuis 2000 avec la ville d'Aylsham ( Angleterre).

## Politique et administration

### Découpage territorial
La commune de Chaussée-Saint-Victor est membre de la Communauté d'agglomération de Blois « Agglopolys », un établissement public de coopération intercommunale (EPCI) à fiscalité propre créé le 1er janvier 2012.
Elle est rattachée sur le plan administratif à l'arrondissement de Blois, au département de Loir-et-Cher et à la région Centre-Val de Loire, en tant que circonscriptions administratives. Sur le plan électoral, elle est rattachée au canton de Blois-2 depuis 2015 pour l'élection des conseillers départementaux et à la première circonscription de Loir-et-Cher pour les élections législatives.

### Politique et administration municipale

#### Conseil municipal et maire
Le conseil municipal de Chaussée-Saint-Victor, commune de plus de 1 000 habitants, est élu au scrutin proportionnel plurinominal avec prime majoritaire. Compte tenu de la population communale, le nombre de sièges au conseil municipal est de 25. Le maire, à la fois agent de l'État et exécutif de la commune en tant que collectivité territoriale, est élu par le conseil municipal au scrutin secret lors de la première réunion du conseil suivant les élections municipales, pour un mandat de six ans, c'est-à-dire pour la durée du mandat du conseil.
| Période                                  | Période                    | Identité                      | Étiquette      | Qualité |
| ---------------------------------------- | -------------------------- | ----------------------------- | -------------- | --- |
| 1813                                     | 1821                       | Jacques Boësnier de Clairvaux |                | propriétaire                                                                                                  |
| novembre 1884                            | 1892                       | Jean Pierre Charron Derreux   |                | |
| 1892                                     | 1908                       | François Dorion               |                | |
| 1908                                     | 1912                       | Alfred Thibault Jouanneau     |                | |
| mai 1912                                 | septembre 1912 (démission) | Alfred Raveneau Dorion        |                | |
| 1919                                     | 1925                       | Jules Charron                 |                | |
| 1925                                     | 1935                       | Victor Dorion                 |                | |
| 1935                                     | 1941                       | René Salé                     |                | |
| 1941                                     | 1969                       | Jules Blanchard               |                | Carrossier |
| 1969                                     | 1972 (décès)               | Pierre Charlot                |                | Directeur départemental de l'Action Sanitaire et Sociale                                                      |
| 1972                                     | 1977                       | Charles Besson                |                | |
| 1977                                     | mars 1989                  | Danièle Charron               |                | |
| mars 1989                                | mars 2014                  | Jacqueline Gourault           | UDF puis MoDem | Professeure d'histoire-géographie Conseillère générale (1998-2001) Sénatrice (2001-2017) Ministre depuis 2017 |
| mars 2014                                | décembre 2018              | Stéphane Baudu                | MoDem          | Cadre en informatique Conseiller départemental 2015-2018 Député depuis 2018                                   |
| décembre 2018                            | septembre 2021             | Marie-Claude Dupou,           | Divers         | Profession intermédiaire administrative de la fonction publique                                               |
| septembre 2021                           | En cours                   | Stéphane Baudu                | MoDem          | Cadre en informatique Conseiller départemental depuis 2021 Député 2018-2021                                   |
| Les données manquantes sont à compléter. |                            |                               |                | |

La Chaussée-Saint-Victor fait partie du canton de Blois II depuis 2015, de l'arrondissement de Blois et du département de Loir-et-Cher. La commune fait aussi partie de la communauté d'agglomération de Blois ("Agglopolys").

## Population et société

### Démographie

#### Évolution démographique
L'évolution du nombre d'habitants est connue à travers les recensements de la population effectués dans la commune depuis 1793. Pour les communes de moins de 10 000 habitants, une enquête de recensement portant sur toute la population est réalisée tous les cinq ans, les populations de référence des années intermédiaires étant quant à elles estimées par interpolation ou extrapolation. Pour la commune, le premier recensement exhaustif entrant dans le cadre du nouveau dispositif a été réalisé en 2005.

En 2022, la commune comptait 4 488 habitants, en évolution de −0,29 % par rapport à 2016 (Loir-et-Cher : −1,15 %, France hors Mayotte : +2,11 %).
| 1793 | 1800 | 1806 | 1821 | 1831 | 1836 | 1841 | 1846 | 1851 |
| ---- | ---- | ---- | ---- | ---- | ---- | ---- | ---- | ---- |
| 731  | 666  | 658  | 707  | 652  | 683  | 702  | 750  | 766  |

| 1856 | 1861 | 1866 | 1872 | 1876 | 1881 | 1886 | 1891 | 1896 |
| ---- | ---- | ---- | ---- | ---- | ---- | ---- | ---- | ---- |
| 730  | 762  | 779  | 803  | 798  | 906  | 895  | 885  | 820  |

| 1901 | 1906 | 1911 | 1921 | 1926 | 1931 | 1936 | 1946  | 1954  |
| ---- | ---- | ---- | ---- | ---- | ---- | ---- | ----- | ----- |
| 819  | 750  | 775  | 702  | 777  | 776  | 905  | 1 170 | 1 416 |

| 1962  | 1968  | 1975  | 1982  | 1990  | 1999  | 2005  | 2006  | 2010  |
| ----- | ----- | ----- | ----- | ----- | ----- | ----- | ----- | ----- |
| 1 994 | 2 729 | 3 035 | 3 395 | 4 036 | 4 069 | 3 946 | 4 046 | 4 230 |

| 2015  | 2020  | 2022  | - | - | - | - | - | - |
| ----- | ----- | ----- | - | - | - | - | - | - |
| 4 510 | 4 519 | 4 488 | - | - | - | - | - | - |

#### Pyramide des âges
La population de la commune est relativement âgée.
En 2018, le taux de personnes d'un âge inférieur à 30 ans s'élève à 29,3 %, soit en dessous de la moyenne départementale (31,3 %). À l'inverse, le taux de personnes d'âge supérieur à 60 ans est de 34,8 % la même année, alors qu'il est de 31,6 % au niveau départemental.
En 2018, la commune comptait 2 057 hommes pour 2 473 femmes, soit un taux de 54,59 % de femmes, largement supérieur au taux départemental (51,45 %).
Les pyramides des âges de la commune et du département s'établissent comme suit.
| Hommes | Classe d’âge | Femmes |
| ------ | ------------ | ------ |
| 1,9    | 90 ou +      | 3,8    |
| 11,6   | 75-89 ans    | 14,3   |
| 17,3   | 60-74 ans    | 20,0   |
| 21,0   | 45-59 ans    | 19,0   |
| 16,0   | 30-44 ans    | 16,0   |
| 14,2   | 15-29 ans    | 12,7   |
| 18,0   | 0-14 ans     | 14,1   |

| Hommes | Classe d’âge | Femmes |
| ------ | ------------ | ------ |
| 1,1    | 90 ou +      | 2,6    |
| 9,2    | 75-89 ans    | 11,9   |
| 19,7   | 60-74 ans    | 20,4   |
| 20,7   | 45-59 ans    | 20     |
| 16,5   | 30-44 ans    | 16,2   |
| 15,2   | 15-29 ans    | 13,2   |
| 17,6   | 0-14 ans     | 15,7   |

### Sports
La ville de La Chaussée-Saint-Victor compte un gymnase qui peut compter environ 300 places dans ses tribunes, il se nomme gymnase Montprofond, il y a à l'intérieur une grande salle où l'on pratique du basket-ball, du handball, du futsal, le badminton et du tennis dedans il y a également une petite salle où l'on peut pratiquer le tennis de table, la gymnastique et la danse. Il y a aussi le stade Pierre-Charlot (ancien maire de la ville) ou terrain d'honneur et un terrain d'entraînement en synthétique nommé stade Jean-Gourault (beau-frère, décédé le 11 novembre 1988, de la sénatrice-maire Jacqueline Gourault). Dans ce complexe, il y a également un terrain de beach-volley. Puis des courts de tennis. Dans le quartier de l'Hermitage il y a un autre petit gymnase où l'on pratique à l'intérieur du badminton (également pratiqué dans le grand gymnase), du squash, et quelque peu du tennis en salle.
La ville compte des clubs, principalement l'ASJ La Chaussée qui est un club omnisports où l'on pratique du basket-ball, du football, du tennis, du badminton, du tennis de table, du squash et du karaté.
L'équipe de football en seniors évolue en 2e division et a terminé 1er lors de la saison 2010-2011.
L'équipe de basket-ball qui évoluait en championnat régional a été reléguée en championnat départemental à la suite de sa place de dernière de la poule à l'issue de la saison 2010-2011.
L'équipe de handball regroupe des joueurs de Saint-Gervais-la-Forêt, de Blois et de La Chaussée-Saint-Victor, cela forme le LCBSG (La Chaussée-Blois-Saint-Gervais).

## Économie

### Secteurs d'activité
Le tableau ci-dessous détaille le nombre d'entreprises implantées à la Chaussée-Saint-Victor selon leur secteur d'activité et le nombre de leurs salariés :
|                                                              | total | % com (% dep) | 0 salarié | 1 à 9 salarié(s) | 10 à 19 salariés | 20 à 49 salariés | 50 salariés ou plus |
| ------------------------------------------------------------ | ----- | ------------- | --------- | ---------------- | ---------------- | ---------------- | ------------------- |
| Ensemble                                                     | 557   | 100,0 (100)   | 328       | 142              | 33               | 30               | 24                  |
| Agriculture, sylviculture et pêche                           | 1     | 0,2 (11,8)    | 1         | 0                | 0                | 0                | 0                   |
| Industrie                                                    | 19    | 3,4 (6,5)     | 8         | 2                | 1                | 4                | 4                   |
| Construction                                                 | 30    | 5,4 (10,3)    | 10        | 14               | 4                | 1                | 1                   |
| Commerce, transports, services divers                        | 337   | 60,5 (57,9)   | 174       | 109              | 23               | 19               | 12                  |
| dont commerce et réparation automobile                       | 80    | 14,4 (17,5)   | 34        | 31               | 6                | 7                | 2                   |
| Administration publique, enseignement, santé, action sociale | 170   | 30,5 (13,5)   | 135       | 17               | 5                | 6                | 7                   |
| Champ : ensemble des activités.                              |       |               |           |                  |                  |                  |                     |

Le secteur du commerce, transports et services divers est prépondérant dans la commune (337 entreprises sur 557).
Sur les 557 entreprises implantées à la Chaussée-Saint-Victor en 2016, 328 ne font appel à aucun salarié, 142 comptent 1 à 9 salariés, 33 emploient entre 10 et 19 personnes.30 emploient entre 20 et 49 personnes.
Sur son territoire, La Chaussée-Saint-Victor accueille 3 zones d'activités économiques situées au nord de l'agglomération, à proximité des principaux axes de circulation (dont l'autoroute A10).
- Gailletrous I : date de création : 1982 - Superficie : 32 ha - Entreprises : 45 - Emplois : 1000 - Principales activités : Pharmaceutique, transports, blanchisserie industrielle, mécanique de précision.
- Gailletrous II : date de création : 1998 - Superficie : 7 ha - Entreprises : 14 implantations réalisées à ce jour[Quand ?] ou en cours

Principales activités : Mécanique de précision, PME diverses, artisanat.
- Parc A 10 : date de création : 2002 - Superficie : 17 ha (partie Nord) + 30 ha (partie Sud) - Entreprises : 4

### Métiers du bâtiment
- Groupe IDEC : Promoteur, constructeur et investisseur.

### Industrie pharmaceutique et cosmétique
- Chiesi : production de médicaments.

### Industrie énergétique
- AgriKomp France : société d'installation et de maintenance de méthaniseurs, fondée en 2000[77].

### Santé et médecine
- Le centre hospitalier de Blois est le premier employeur du département. On y trouve aussi l'Institut de Formation en Soins Infirmiers, la Maison des adolescents. Elle se situe sur la commune de Blois et de La Chaussée-Saint-Victor.
- La polyclinique.
- La Mosaïque Santé.
- Centre médical Théraé.

### Agriculture
En 2010, aucune orientation technico-économique de l'agriculture ne se dégage sur la commune. Le département a perdu près d'un quart de ses exploitations en 10 ans, entre 2000 et 2010 (c'est le département de la région Centre-Val de Loire qui en compte le moins). Cette tendance se retrouve également au niveau de la commune où le nombre d'exploitations est passé de 10 en 1988 à 2 en 2000 puis à 0 en 2010. Parallèlement, la taille de ces exploitations augmente, passant de 33 ha en 1988 à ha en 2010.
Le tableau ci-dessous présente les principales caractéristiques des exploitations agricoles de Chaussée-Saint-Victor, observées sur une période de 22 ans :
|                                      | 1988                 | 2000                 | 2010                 |
| Dimension économique                 | Dimension économique | Dimension économique | Dimension économique |
| ------------------------------------ | -------------------- | -------------------- | -------------------- |
| Nombre d'exploitations (u)           | 10                   | 2                    | 0                    |
| Travail (UTA)                        | 11                   | 2                    | 0                    |
| Surface agricole utilisée (ha)       | 331                  | 50                   | 0                    |
| Cultures                             |                      |                      |                      |
| Terres labourables (ha)              | 313                  | s                    | 0                    |
| Céréales (ha)                        | 226                  | s                    |                      |
| dont blé tendre (ha)                 | 151                  |                      |                      |
| dont maïs-grain et maïs-semence (ha) | 25                   |                      |                      |
| Tournesol (ha)                       | 28                   |                      |                      |
| Colza et navette (ha)                | s                    |                      |                      |
| Élevage                              |                      |                      |                      |
| Cheptel (UGBTA)                      | 107                  | 0                    |                      |

## Lieux et monuments

### Voies
| 128 odonymes recensés à La Chaussée-Saint-Victor au 21 février 2014 | 128 odonymes recensés à La Chaussée-Saint-Victor au 21 février 2014 | 128 odonymes recensés à La Chaussée-Saint-Victor au 21 février 2014 | 128 odonymes recensés à La Chaussée-Saint-Victor au 21 février 2014 | 128 odonymes recensés à La Chaussée-Saint-Victor au 21 février 2014 | 128 odonymes recensés à La Chaussée-Saint-Victor au 21 février 2014 | 128 odonymes recensés à La Chaussée-Saint-Victor au 21 février 2014 | 128 odonymes recensés à La Chaussée-Saint-Victor au 21 février 2014 | 128 odonymes recensés à La Chaussée-Saint-Victor au 21 février 2014 | 128 odonymes recensés à La Chaussée-Saint-Victor au 21 février 2014 | 128 odonymes recensés à La Chaussée-Saint-Victor au 21 février 2014 | 128 odonymes recensés à La Chaussée-Saint-Victor au 21 février 2014 | 128 odonymes recensés à La Chaussée-Saint-Victor au 21 février 2014 | 128 odonymes recensés à La Chaussée-Saint-Victor au 21 février 2014 | 128 odonymes recensés à La Chaussée-Saint-Victor au 21 février 2014 | 128 odonymes recensés à La Chaussée-Saint-Victor au 21 février 2014 |
| Allée                                                               | Avenue                                                              | Bld                                                                 | Chemin                                                              | Clos                                                                | Impasse                                                             | Montée                                                              | Passage                                                             | Place                                                               | Pont                                                                | Route                                                               | Rue                                                                 | Ruelle                                                              | Sentier                                                             | Autres                                                              | Total                                                               |
| ------------------------------------------------------------------- | ------------------------------------------------------------------- | ------------------------------------------------------------------- | ------------------------------------------------------------------- | ------------------------------------------------------------------- | ------------------------------------------------------------------- | ------------------------------------------------------------------- | ------------------------------------------------------------------- | ------------------------------------------------------------------- | ------------------------------------------------------------------- | ------------------------------------------------------------------- | ------------------------------------------------------------------- | ------------------------------------------------------------------- | ------------------------------------------------------------------- | ------------------------------------------------------------------- | ------------------------------------------------------------------- |
| 9                                                                   | 3                                                                   | 1                                                                   | 5                                                                   | 0                                                                   | 14                                                                  | 0                                                                   | 0                                                                   | 7                                                                   | 0                                                                   | 1                                                                   | 83                                                                  | 1                                                                   | 1                                                                   | 3                                                                   | 128                                                                 |
| Notes « N »                                                         | Notes « N »                                                         | 1. 2. 3. 4. 5. 6. 7. 8.                                             | 1. 2. 3. 4. 5. 6. 7. 8.                                             | 1. 2. 3. 4. 5. 6. 7. 8.                                             | 1. 2. 3. 4. 5. 6. 7. 8.                                             | 1. 2. 3. 4. 5. 6. 7. 8.                                             | 1. 2. 3. 4. 5. 6. 7. 8.                                             | 1. 2. 3. 4. 5. 6. 7. 8.                                             | 1. 2. 3. 4. 5. 6. 7. 8.                                             | 1. 2. 3. 4. 5. 6. 7. 8.                                             | 1. 2. 3. 4. 5. 6. 7. 8.                                             | 1. 2. 3. 4. 5. 6. 7. 8.                                             | 1. 2. 3. 4. 5. 6. 7. 8.                                             | 1. 2. 3. 4. 5. 6. 7. 8.                                             | 1. 2. 3. 4. 5. 6. 7. 8.                                             |
| Sources : perche-gouet.net & OpenStreetMap                          |                                                                     |                                                                     |                                                                     |                                                                     |                                                                     |                                                                     |                                                                     |                                                                     |                                                                     |                                                                     |                                                                     |                                                                     |                                                                     |                                                                     |                                                                     |

### Édifices et sites
- Gare de La Chaussée-Saint-Victor

### Personnalités liées à la commune
- Michel Chabault[81], né à la Chaussée-Saint-Victor le 28 avril 1714, mort à Fribourg (Suisse) le 4 juillet 1794, curé de la Chaussée-Saint-Victor, député à l'Assemblée constituante de 1789.
- Le céramiste Adrien Thibault avait son atelier à La Chaussée-Saint-Victor où il s'installa en 1874. On voyait encore dans les années 1980 sa maison et le musée qui lui était consacré le long de la nationale. Il a désormais une rue à son nom.
- Le dramaturge et comédien Marcel Achard est inhumé au cimetière de La Chaussée-Saint-Victor.
- Geneviève Grad, actrice et chanteuse, est morte à La Chaussée-Saint-Victor le 8 novembre 2024.